# Luthers minnesmärken i Eisleben och Wittenberg

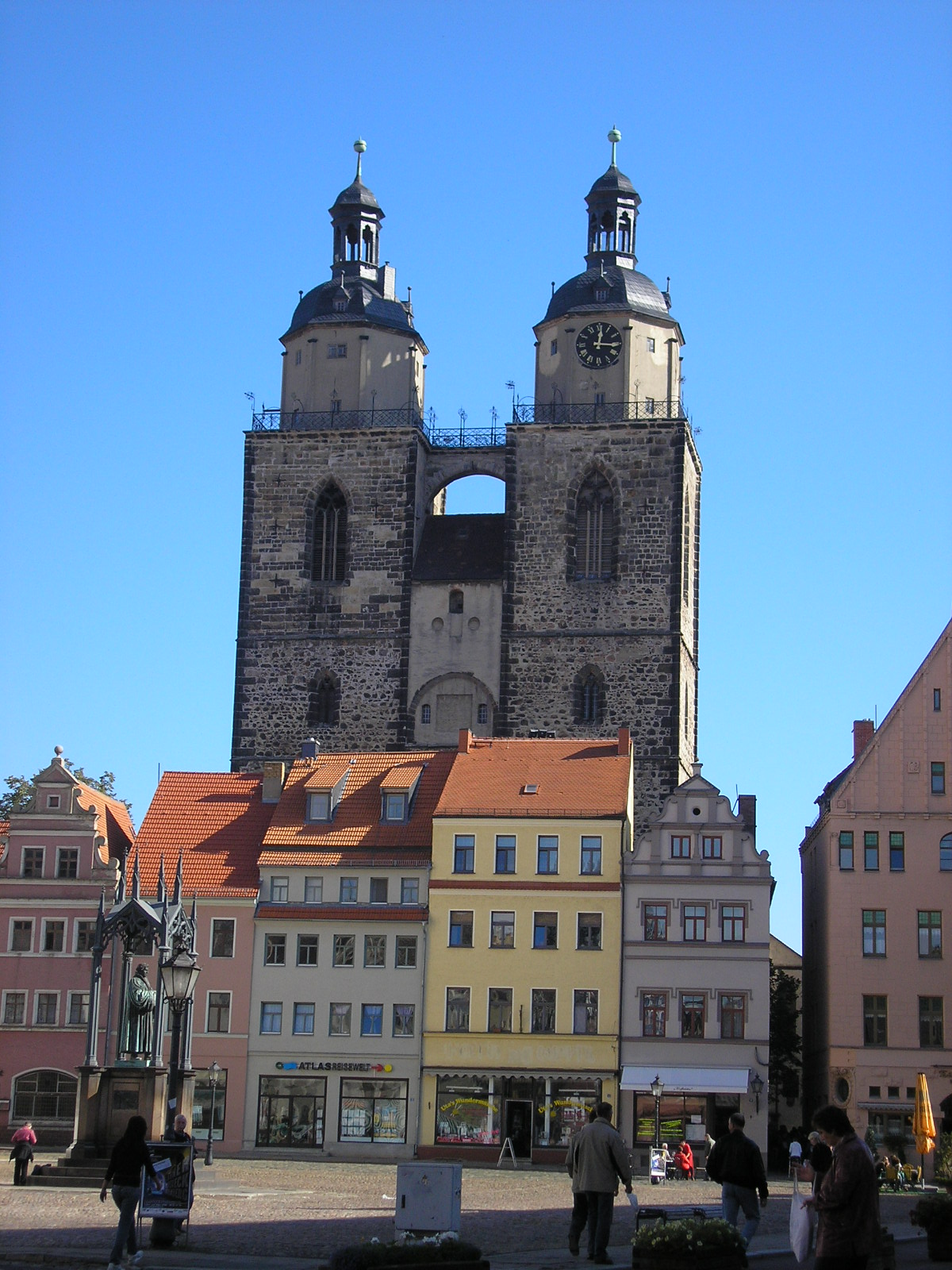
Stadskyrkan i Wittenberg

Luthers minnesmärken i Eisleben och Wittenberg är ett av Unescos världsarv. Det består av fem byggnader som har koppling till Martin Luthers liv och död.
- Luthers födelseplats, Luthersstraße 16 i Eisleben
- Huset där Luther dog, Andreaskirchplatz 7 i Eisleben
- Lutherhalle,
- Melanchtons hus, Collegienstraße 60 i Wittenberg
- Stadskyrkan i Wittenberg
- Slottskyrkan i Wittenberg